# Ophelia (měsíc)

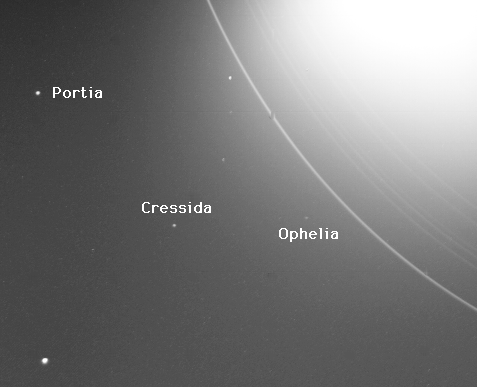
Obrázek se sondy Voyager 2 ukazuje měsíce Uranu Portii, Cressidu a Ophelii.

Ophelia je měsíc planety Uran. Od planety vzdálen 53 760 kilometrů. Je o něco málo větší než Cordelia, měří asi 16 kilometrů. Hmotnost měsíce je ~5,3×1016 kg. Jeden oběh kolem Uranu trvá 0,376409 dne. Doba rotace kolem osy není známa.
Měsíc byl objeven byl roku 1986 sondou Voyager 2.
Ophelia je spolu s měsícem Cordelia tzv. pastýřským měsícem k Uranově prstenci Epsilon. Svou gravitací ovlivňuje částice v prstenci a drží tak prstenec pohromadě.